# Xanthia moderata
Xanthia moderata là một loài bướm đêm trong họ Noctuidae.